# デザインパターンの一覧
デザインパターンの一覧（デザインパターンのいちらん）は、ソフトウェアのデザインパターンに関する一覧。

## 生成に関するパターン
- Abstract Factory パターン
- Builder パターン
- Factory Method パターン
- Prototype パターン
- Singleton パターン

## 構造に関するパターン
- Adapter パターン
- Bridge パターン
- Composite パターン
- Decorator パターン
- Facade パターン
- Flyweight パターン
- Proxy パターン

## 振る舞いに関するパターン
- Chain of Responsibility パターン
- Command パターン
- Interpreter パターン
- Iterator パターン
- Mediator パターン
- Memento パターン
- Observer パターン
- State パターン
- Strategy パターン
- Template Method パターン
- Visitor パターン

## 並行性に関するパターン
- Active object パターン（英語版）[2][3]
- Asynchronous method invocation（英語版）
- Balking パターン（英語版）[3]
- Double-checked locking（英語版）
- Guarded suspension（英語版）[3]
- Immutable[3]
- Join パターン（英語版）
- Proactor パターン（英語版）
- Producer-Consumer[3]
- Reactor パターン
- Readers–writer lock（英語版）（Read-Write Lock[3]）
- Scheduler パターン（英語版）
- Single Threaded Execution[3]
- Thread-Per-Message[3]
- Thread pool パターン（英語版）
- Thread-Specific Storage[3]
- Two-Phase Termination[3]
- Worker Thread[3]
- スレッド局所記憶
- ロック
- モニタ

## アーキテクチャに関するパターン
- Active Record
- Data Access Object
- Data Transfer Object
- Front Controller パターン（英語版）
- Identity map パターン（英語版）
- Interceptor パターン（英語版）
- MVC
- MVVM
- Naked objects（英語版）
- パイプ＆フィルタ（英語版）[5]
- リフレクション[5]
- Service locator パターン（英語版）
- Specification パターン（英語版）
- 出版-購読型モデル
- 多層アーキテクチャ

## プレゼンテーション層のパターン
- Application Controller
- Composite View
- Context Object
- Dispatcher View
- Front Controller（英語版）
- Intercepting Filter
- Service To Worker
- View Helper

## ビジネス層のパターン
- Application Service
- Business Delegate（英語版）
- Business Object
- Composite Entity（英語版）
- Service Locator（英語版）
- Session Facade
- Transfer Object Assembler
- Transfer Object
- Value List Handler

## インテグレーション層のパターン
- Data Access Object
- Domain Store
- Service Activator
- Web Service Broker

## ドメイン駆動設計のパターン
- ユビキタス言語
- モデル駆動設計
- 実践的モデラ
- レイヤ化アーキテクチャ
- エンティティ（参照オブジェクト）
- 値オブジェクト
- サービス
- モジュール（パッケージ）
- 集約
- ファクトリ
- リポジトリ

## テスト駆動開発のパターン
テスティングのパターン
- Mock Object パターン（擬装オブジェクトパターン）
- Self Shunt パターン（自己接続パターン）
- Log String パターン（記録用文字列）
- Crash Test Dummy パターン（衝突実験ダミー人形パターン）

- Null Object パターン（英語版）[2][8]（スペシャルケースパターン[9]）
- Pluggble Object パターン
- Pluggble Selector パターン
- Imposter パターン
- Collecting Parameter パターン

## その他のパターン
- 依存性の注入 (DI)
- 遅延読み込み
- Abstract Server パターン[2]
- データマッパーパターン（英語版）
- Domain inventory パターン（英語版）
- Factory パターン[2]
- Multiton パターン
- Monostate パターン[2]
- Object pool パターン（英語版）
- Servant (デザインパターン)（英語版）
- Service layer パターン（英語版）
- Stairway to Heaven パターン[2]
- Type Object Pattern[10]
- Type Tunnel パターン（英語版）

## 参照
1. 1 2 3  エリック・ガンマ、リチャード・ヘルム、ラルフ・ジョンソン、ジョン・ブリシディース『オブジェクト指向における再利用のためのデザインパターン 改訂版』SB クリエイティブ、1999年。ISBN 4-7973-1112-6。
2. 1 2 3 4 5 6  ロバート・C・マーチン『アジャイルソフトウェア開発の奥義 第2版』SB クリエイティブ、2008年。ISBN 978-4-7973-4778-4。
3. 1 2 3 4 5 6 7 8 9 10 11  結城 浩『増補改訂版 Java言語で学ぶデザインパターン入門 マルチスレッド編』ソフトバンク クリエイティブ、2006年。ISBN 4-7973-3162-3。
4. 1 2 3 4  ディーパック・アラー、ジョン・クルービ、ダン・マークス『J2EEパターン 第2版』日経BP、2005年。ISBN 4-8222-8228-7。
5. 1 2  F.ブッシュマン、H.ローネルト、M.スタル（英語版）、R.ムニエ『ソフトウェアアーキテクチャ ソフトウェア開発のためのパターン体系』近代科学社、2000年。ISBN 4-7649-0283-4。
6. ↑  エリック・エヴァンス『エリック・エヴァンスのドメイン駆動設計』翔泳社、2011年。ISBN 978-4-7981-2196-3。
7. ↑  Kent Beck『テスト駆動開発』オーム社、2017年。ISBN 978-4-274-21788-3。
8. ↑  『プログラムデザインのためのパターン言語 Pattern Languages of Program Design 選集』2001年。
9. ↑  P of EAA: Special Case martinfowler.com - Catalog of Patterns of Enterprise Application Architecture
10. ↑  Ralph Johnson; Bobby Woolf (1996年10月19日). “The Type Object Pattern” (PDF). Department of Computer Science, University of Oxford - DPA resources, December 2002.   University of Oxford. 2020年3月31日閲覧。